# Tre somari e tre briganti/La bandiera
Tre somari e tre briganti/La bandiera è un singolo di Domenico Modugno, pubblicato nel 1961 dalla Fonit.

## Descrizione
In formato 45 giri, è il terzo estratto dall'album Rinaldo in campo, che conteneva le musiche dello spettacolo teatrale omonimo; nella canzone sul lato A, Tre somari e tre briganti, partecipano alle voci Franco Franchi e Ciccio Ingrassia, pur non essendo accreditati in copertina.
In entrambe le canzoni l'orchestra è diretta dal Maestro Nello Ciangherotti, mentre Franco Potenza si occupa della direzione del coro.

## Tracce
LATO A
1. Tre somari e tre briganti (testo: Pietro Garinei, Sandro Giovannini e Domenico Modugno – musica: Domenico Modugno)

LATO B
1. La bandiera (testo: Pietro Garinei, Sandro Giovannini Domenico Modugno – musica: Domenico Modugno)